# Джун, Карл
Карл Джун (Carl H. June; род. 1953, Денвер, Колорадо) — американский иммунолог и онколог, пионер генотерапии рака и ВИЧ-инфекции. Доктор медицины (1979), профессор Пенсильванского университета, а также директор его Центра клеточной иммунотерапии и Института иммунотерапии им. Паркера, член Национальных Академии наук (2020) и Медицинской академии (2012) США, Американского философского общества (2020).
В 2018 году вошёл в список Time 100.
Окончил Военно-морскую академию США (бакалавр биологии, 1975). Степень доктора медицины получил в 1979 году в Baylor College of Medicine.
В 1983—1986 гг. являлся постдоком у Э. Д. Томаса.
В Пенсильванском университете работает с 1999 года, ныне его директор Центра клеточной иммунотерапии в Онкологическом центре Амбрамсона (Abramson Cancer Center) и именной профессор (Richard W. Vague Professor) иммунотерапии на кафедре патологии и лабораторной медицины Perelman School of Medicine, а также директор Института иммунотерапии им. Паркера.
Соучредитель и главный научный консультант Tmunity Therapeutics.
Член Американской академии искусств и наук (2014), фелло American College of Physicians (1991) и Академии Американской ассоциации исследований рака (2017).
Опубликовал более 450 работ.

## Награды
- Michael E. DeBakey Scholar award for the Outstanding Medical Student, Baylor College of Medicine (1978)
- Captain Robert Dexter Conrad Award[англ.] (1996), высшее научное отличие ВМС
- Frank Brown Berry Prize in Federal Medicine (1997)
- Burroughs Wellcome Fund[англ.] Award (2001)
- Lifetime Achievement Award, Leukemia & Lymphoma Society[англ.] (2002)
- William Osler Award Пенсильванского университета (2002)
- Bristol-Myers Squibb Freedom to Discover Award (2005—2009)
- Federal Laboratory Award for Excellence in Technology Transfer (2005)
- Top 10 Clinical Research Achievement Award, Clinical Research Forum (2012)
- Earnest Beutler Lecture and Prize, American Society of Hematology[англ.] (2012)[7]
- Премия Вильяма Коли Института исследований рака (2012)
- Philadelphia Award[англ.] (2013)
- Richard V Smalley Award, Society for Immunotherapy of Cancer[англ.] (2013)
- Steinman Award for Human Immunology Research, American Association of Immunologists[англ.] (2014)
- Aubrey Evans Award, Ronald McDonald House[англ.] (2014)
- Hamdan Award[англ.] for Medical Research Excellence (2014)
- Taubman Prize for Excellence in Translational Medical Science (2014)
- Karl Landsteiner Memorial Award[англ.], AABB (2014)
- Watanabe Prize for Translational Research, Индианский университет & Eli Lilly (2015)
- Debrecen Award for Molecular Medicine[англ.], Дебреценский университет (2015)
- Paul Ehrlich and Ludwig Darmstaedter Prize[англ.] (2015, совместно с Дж. Эллисоном)
- Lifetime Achievement Award Lecture, Miami Winter Symposium (2015)
- E. Donnall Thomas Award Lecture, American Society for Blood and Marrow Transplantation (2015)
- AACR-CRI Lloyd J. Old Award in Cancer Immunology[англ.] (2015)
- Clinical Research Achievement Award (2016)[8]
- Novartis Prize for Immunology[англ.] (2016, совместно с Zelig Eshhar[англ.] и Steven Rosenberg)[9][10]
- Медаль Джона Скотта Филадельфии (2016)
- David A. Karnofsky Memorial Award, Американское общество клинической онкологии (2017)
- Passano Award[англ.] одноимённого фонда (2018, совместно с Michel Sadelain)
- Премия медицинского центра Олбани (2018)
- Harrington Prize for Innovation in Medicine[нем.] (2019)
- Премия Дэна Дэвида (2021)
- Keio Medical Science Prize[англ.] (2022)
- Clarivate Citation Laureate (2023)
- Премия за прорыв в области медицины (2024)

Награждён орденом «Легион почёта» (1996).